# 佩特瓦爾高地

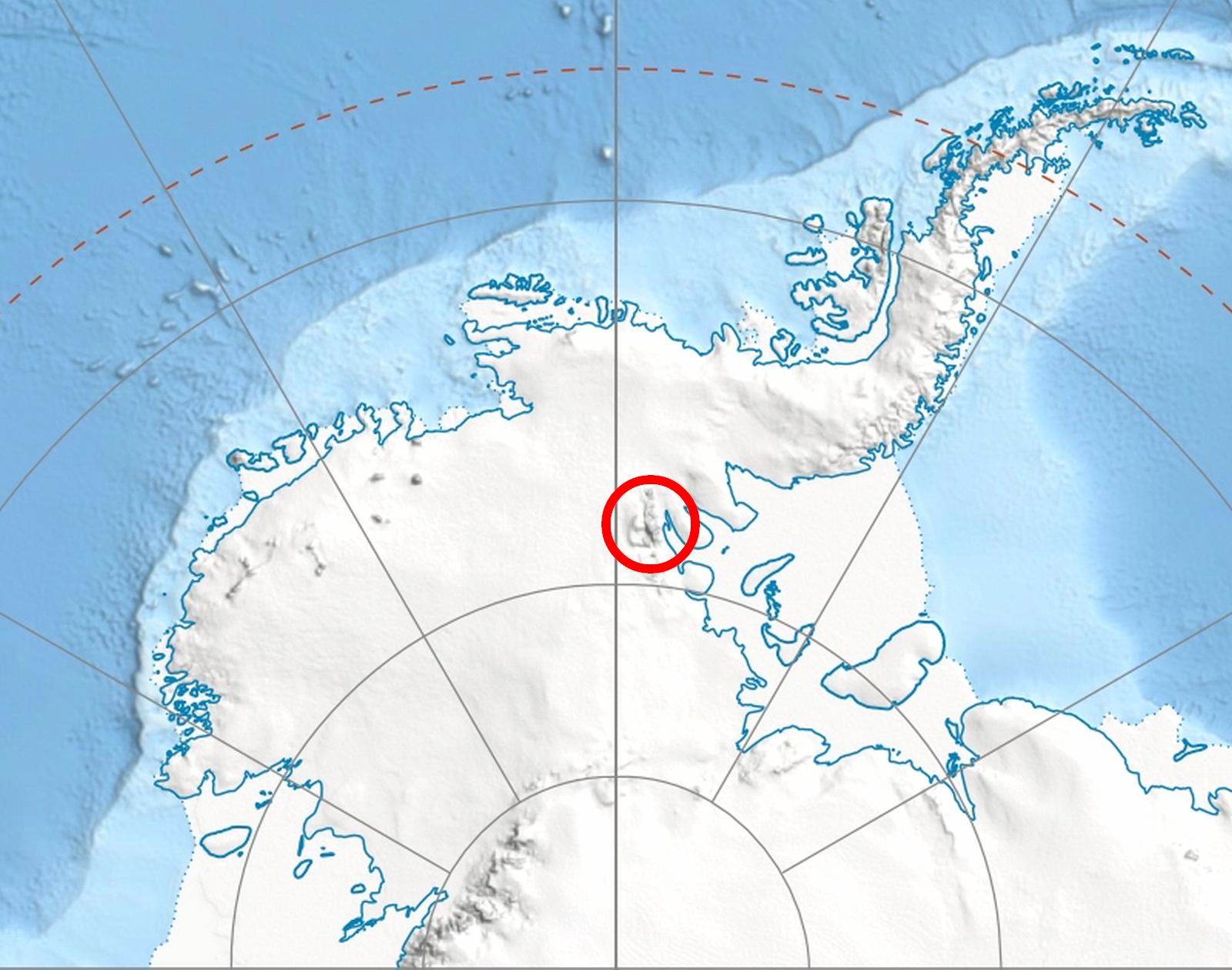

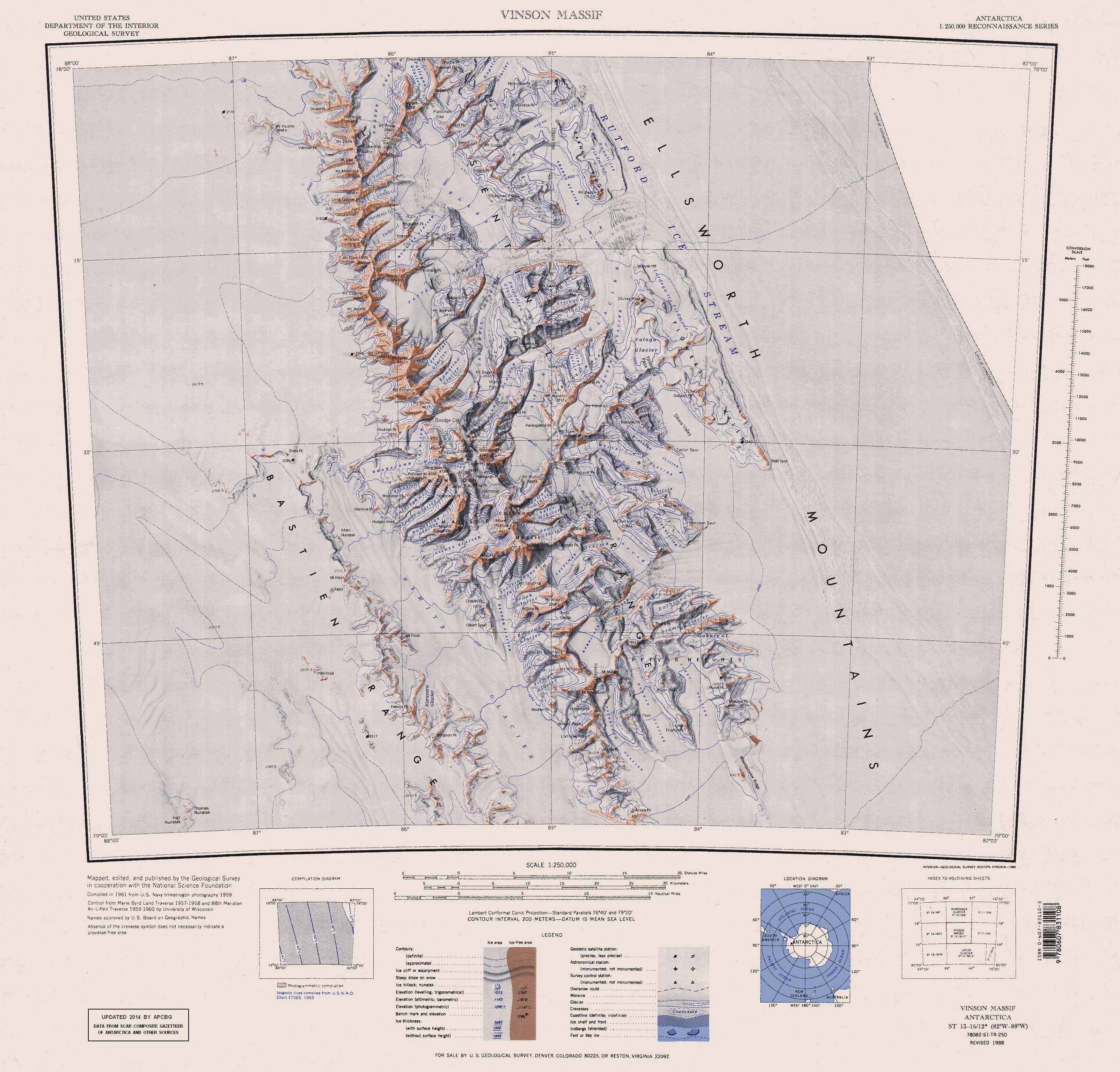

78°46′30″S 84°20′20″W / 78.77500°S 84.33889°W
佩特瓦爾高地是南極洲的高地，位於埃爾斯沃思地，屬於埃爾斯沃思山脈中森蒂納爾嶺的一部分，直徑21公里，最高點是海拔高度2,400米的馬倫山，以保加利亞南部鄉鎮命名。

## 外部連結
- Petvar Heights.（页面存档备份，存于） SCAR Composite Antarctic Gazetteer.
- Bulgarian Antarctic Gazetteer.（页面存档备份，存于） Antarctic Place-names Commission. (details in Bulgarian, basic data（页面存档备份，存于） in English)